# Marta Lubecka
Marta Lubecka-Choderna-Frey (ur. 21 lutego 1906, zm. 24 kwietnia 1985) – polska wszechstronna lekkoatletka.

## Życiorys
Reprezentantka Polski w meczach międzypaństwowych.
W latach 1925–1930 zdobyła jedenaście medali mistrzostw Polski seniorów w biegach rozstawnych, wielobojach oraz skoku w dal. Z powodzeniem startowała także (była finalistką mistrzostw kraju) w pchnięciu kulą i rzucie oszczepem.
W 1923 roku była liderką polskich tabel w rzucie oszczepem o wadze 800 gramów (sprzęt męski) – 21,63 (11 lipca, Warszawa).
Była zawodniczką klubu Grażyna Warszawa.